# Ångström (distribuzione)
Ångström è stata una distribuzione Linux destinata a dispositivi embedded. La distribuzione è il risultato del lavoro degli sviluppatori dei progetti OpenZaurus, OpenEmbedded e OpenSIMpad.
Le interfacce grafiche utente disponibili sono OPIE, GPE e altre.
Ångström era un'alternativa a Poky Linux, una distribuzione facente parte del progetto Yocto. Ångström si basava sul progetto OpenEmbedded e, nello specifico, su OpenEmbedded-Core (OE-Core). Nonostante sia Ångström che Poky Linux si basavano su OE-Core ed erano entrambi ufficialmente compatibili con Yocto, solo Poky Linux faceva parte ufficialmente del progetto Yocto.
A differenza di Poky Linux, Ångström, è una distribuzione binaria (come ad esempio Debian, Fedora, OpenSuse o Ubuntu ) e utilizza opkg per la gestione dei pacchetti. Per questo motivo una parte essenziale delle build di Ångström è il binary package feed, che consente l'installazione del software distribuito sotto forma di pacchetti opkg senza bisogno di compilarli (allo stesso modo di ciò che avviene installando un pacchetto binario con aptitude o dpkg).

## Piattaforme di destinazione
Secondo il wiki di Ångström, la distribuzione era sviluppata per i seguenti dispositivi:
- Sharp Zaurus:
  - SL-5500 (Collie)
  - SL-5600 (Poodle)
  - SL-6000 (Tosa)
  - SL-C7x0 (Corgi, Husky, Shepherd)
  - SL-C860 (Boxer)
  - SL-C1000 (Akita)
  - SL-C3xxx (Spitz, Borzoi, Terrier)
- Hewlett Packard iPAQ PDA
  - h2200
  - h4000
  - hx4700
  - h5000
- Nokia 770 Internet Tablet
- HTC Universal/iMate JasJar
- Motorola A780
- Psion Teklogix NetBook Pro
- Gumstix and Kouchuk-Bars
- Hawkboard
- BeagleBoard
- BeagleBone and BeagleBone Black
- PandaBoard
- OpenPandora
- OMAPEVM
- Base for Openmoko distribution
- Archos:
  - Archos 5
  - Archos 7[3]
  - Archos 5 Internet Tablet
  - Archos 101
  - Archos 32
  - Archos 28
- Minnowboard
- Polyvision Roomwizard
- piA-AM335x[4]
- 96Boards
  -  Chameleon96.